# اگویلار دو لا فرانترا
اگویلار دو لا فرانترا (به اسپانیایی: Aguilar de la Frontera) یک شهرستان در اسپانیا است که در استان کوردوبا (اسپانیا) واقع شده‌است.

## خصوصیات
اگویلار دو لا فرانترا ۱۶۶٫۴۸ کیلومترمربع مساحت و ۱۳٬۶۹۲ نفر جمعیت دارد و ۲۸۰ متر بالاتر از سطح دریا واقع شده‌است.